# امام زاده سیدابواسحاق
امام زاده سیدابواسحاق یک روستا در ایران است که در استان فارس واقع شده‌است.